# Grand Prix Formule 1 van Australië
De Grand Prix van Australië is een Formule 1-wedstrijd die wordt gereden op het Albert Park Circuit in Melbourne. Het was van 2011 tot en met 2019 de eerste wedstrijd van het Formule 1-seizoen.
De Australische Grand Prix werd voor het eerst gehouden in 1928. Het evenement vond op verschillende plaatsen in Australië plaats, totdat het in 1985 deel ging uitmaken van het Formule 1-kampioenschap. Tot en met 1995 werd de Australische Grand Prix op het Stratencircuit van Adelaide verreden. In 1996 verhuisde het evenement naar het Albert Park Street Circuit in Melbourne.
Michael Schumacher is met vier overwinningen de recordhouder van deze Grand Prix.
Max Verstappen was in 2023 de eerste Nederlandse winnaar van deze GP.

## Winnaars van de Grands Prix
- Een roze achtergrond geeft aan dat deze race onderdeel was van de Grand Prix-seizoenen tot en met 1949. Van 1950 tot en met 1984 werden er andere Formule races gereden zoals de Tasman Formule en Formule 5000 die niet in onderstaande tabel verwerkt zijn.

| Jaar        | Coureur                                        | Constructeur                                   | Locatie                                        | Verslag                                        |
| ----------- | ---------------------------------------------- | ---------------------------------------------- | ---------------------------------------------- | ---------------------------------------------- |
| 2025        | Lando Norris                                   | McLaren-Mercedes                               | Melbourne                                      | Verslag                                        |
| 2024        | Carlos Sainz jr.                               | Ferrari                                        | Melbourne                                      | Verslag                                        |
| 2023        | Max Verstappen                                 | Red Bull Racing-Honda RBPT                     | Melbourne                                      | Verslag                                        |
| 2022        | Charles Leclerc                                | Ferrari                                        | Melbourne                                      | Verslag                                        |
| 2021        | Grand Prix afgelast vanwege de coronapandemie. | Grand Prix afgelast vanwege de coronapandemie. | Grand Prix afgelast vanwege de coronapandemie. | Grand Prix afgelast vanwege de coronapandemie. |
| 2020        | Grand Prix afgelast vanwege de coronapandemie. | Grand Prix afgelast vanwege de coronapandemie. | Grand Prix afgelast vanwege de coronapandemie. | Grand Prix afgelast vanwege de coronapandemie. |
| 2019        | Valtteri Bottas                                | Mercedes                                       | Melbourne                                      | Verslag                                        |
| 2018        | Sebastian Vettel                               | Ferrari                                        | Melbourne                                      | Verslag                                        |
| 2017        | Sebastian Vettel                               | Ferrari                                        | Melbourne                                      | Verslag                                        |
| 2016        | Nico Rosberg                                   | Mercedes                                       | Melbourne                                      | Verslag                                        |
| 2015        | Lewis Hamilton                                 | Mercedes                                       | Melbourne                                      | Verslag                                        |
| 2014        | Nico Rosberg                                   | Mercedes                                       | Melbourne                                      | Verslag                                        |
| 2013        | Kimi Räikkönen                                 | Lotus-Renault                                  | Melbourne                                      | Verslag                                        |
| 2012        | Jenson Button                                  | McLaren-Mercedes                               | Melbourne                                      | Verslag                                        |
| 2011        | Sebastian Vettel                               | Red Bull Racing-Renault                        | Melbourne                                      | Verslag                                        |
| 2010        | Jenson Button                                  | McLaren-Mercedes                               | Melbourne                                      | Verslag                                        |
| 2009        | Jenson Button                                  | Brawn-Mercedes                                 | Melbourne                                      | Verslag                                        |
| 2008        | Lewis Hamilton                                 | McLaren-Mercedes                               | Melbourne                                      | Verslag                                        |
| 2007        | Kimi Räikkönen                                 | Ferrari                                        | Melbourne                                      | Verslag                                        |
| 2006        | Fernando Alonso                                | Renault                                        | Melbourne                                      | Verslag                                        |
| 2005        | Giancarlo Fisichella                           | Renault                                        | Melbourne                                      | Verslag                                        |
| 2004        | Michael Schumacher                             | Ferrari                                        | Melbourne                                      | Verslag                                        |
| 2003        | David Coulthard                                | McLaren-Mercedes                               | Melbourne                                      | Verslag                                        |
| 2002        | Michael Schumacher                             | Ferrari                                        | Melbourne                                      | Verslag                                        |
| 2001        | Michael Schumacher                             | Ferrari                                        | Melbourne                                      | Verslag                                        |
| 2000        | Michael Schumacher                             | Ferrari                                        | Melbourne                                      | Verslag                                        |
| 1999        | Eddie Irvine                                   | Ferrari                                        | Melbourne                                      | Verslag                                        |
| 1998        | Mika Häkkinen                                  | McLaren-Mercedes                               | Melbourne                                      | Verslag                                        |
| 1997        | David Coulthard                                | McLaren-Mercedes                               | Melbourne                                      | Verslag                                        |
| 1996        | Damon Hill                                     | Williams-Renault                               | Melbourne                                      | Verslag                                        |
| 1995        | Damon Hill                                     | Williams-Renault                               | Adelaide                                       | Verslag                                        |
| 1994        | Nigel Mansell                                  | Williams-Renault                               | Adelaide                                       | Verslag                                        |
| 1993        | Ayrton Senna                                   | McLaren-Ford                                   | Adelaide                                       | Verslag                                        |
| 1992        | Gerhard Berger                                 | McLaren-Honda                                  | Adelaide                                       | Verslag                                        |
| 1991        | Ayrton Senna                                   | McLaren-Honda                                  | Adelaide                                       | Verslag                                        |
| 1990        | Nelson Piquet                                  | Benetton-Ford                                  | Adelaide                                       | Verslag                                        |
| 1989        | Thierry Boutsen                                | Williams-Renault                               | Adelaide                                       | Verslag                                        |
| 1988        | Alain Prost                                    | McLaren-Honda                                  | Adelaide                                       | Verslag                                        |
| 1987        | Gerhard Berger                                 | Ferrari                                        | Adelaide                                       | Verslag                                        |
| 1986        | Alain Prost                                    | McLaren-TAG                                    | Adelaide                                       | Verslag                                        |
| 1985        | Keke Rosberg                                   | Williams-Honda                                 | Adelaide                                       | Verslag                                        |
| 1984 - 1950 | Grand Prix niet verreden.                      | Grand Prix niet verreden.                      | Grand Prix niet verreden.                      | Grand Prix niet verreden.                      |
| 1949        | John Crouch                                    | Delahaye                                       | Leyburn                                        | Verslag                                        |

## Meervoudige winnaars
| Coureur            | Aantal keer | Jaren                  |
| ------------------ | ----------- | ---------------------- |
| Michael Schumacher | 4x          | 2000, 2001, 2002, 2004 |
| Jenson Button      | 3x          | 2009, 2010, 2012       |
| Sebastian Vettel   | 3x          | 2012, 2017, 2018       |
| Gerhard Berger     | 2x          | 1987, 1992             |
| Ayrton Senna       | 2x          | 1991, 1993             |
| David Coulthard    | 2x          | 1997, 2003             |
| Kimi Raikonen      | 2x          | 2007, 2013             |
| Lewis Hamilton     | 2x          | 2008, 2015             |
| Nico Rosberg       | 2x          | 2014, 2016             |